# 스즈키 준 (1989년)
스즈키 준(일본어: 鈴木 惇, 1989년 4월 22일~)은 일본의 축구 선수이다. 현재 리투아니아 A 리가의 FK 수두바에서 뛰고 있다.

## 구단 경력
그는 2007년부터 2022년까지 J리그의 아비스파 후쿠오카, 도쿄 베르디, 아비스파 후쿠오카, 오이타 트리니타, 후지에다 MYFC에서 활동하였다.